# Marco Marin
Marco Marin (Padua, 4 de julio de 1963) es un deportista italiano que compitió en esgrima, especialista en la modalidad de sable.
Participó en tres Juegos Olímpicos de Verano, obteniendo en total cuatro medallas: oro y plata en Los Ángeles 1984, en las pruebas por equipos (junto con Gianfranco Dalla Barba, Giovanni Scalzo, Ferdinando Meglio y Angelo Arcidiacono) e individual, bronce en Seúl 1988, por equipos (con Massimo Cavaliere, Gianfranco Dalla Barba, Ferdinando Meglio y Giovanni Scalzo), y plata en Barcelona 1992, prueba individual.
Ganó cuatro medallas en el Campeonato Mundial de Esgrima entre los años 1982 y 1995.

## Palmarés internacional
| Juegos Olímpicos   | Juegos Olímpicos             | Juegos Olímpicos  | Juegos Olímpicos  |
| Año                | Lugar                        | Medalla           | Prueba            |
| ------------------ | ---------------------------- | ----------------- | ----------------- |
| 1984               | Los Ángeles (Estados Unidos) | Medalla de oro    | Sable por equipos |
| 1984               | Los Ángeles (Estados Unidos) | Medalla de plata  | Sable individual  |
| 1988               | Seúl (Corea del Sur)         | Medalla de bronce | Sable por equipos |
| 1992               | Barcelona (España)           | Medalla de plata  | Sable individual  |
| Campeonato Mundial |                              |                   |                   |
| Año                | Lugar                        | Medalla           | Prueba            |
| 1982               | Roma (Italia)                | Medalla de plata  | Sable por equipos |
| 1983               | Viena (Austria)              | Medalla de bronce | Sable por equipos |
| 1993               | Essen (Alemania)             | Medalla de plata  | Sable por equipos |
| 1995               | La Haya (Países Bajos)       | Medalla de oro    | Sable por equipos |